# Funicular de Pau
El funicular de Pau fue puesto en servicio en 1908. El material rodante actual data de 1961 y han sido revisadas en 2006.
Con un centenar de metros de longitud y una pendiente del 30%, une la Estación de Pau con el Boulevard des Pyrénées al nivel de la Plaza Real.

## Presentación
Es de utilización gratuita desde 1978, con una frecuencia paso de 3 minutos. El funicular presta servicio todos los días:
- De lunes a sábado, de 6:45 a 21:40.
- El domingo de 13:30 a 20:50.

Cerrado el 25 de diciembre, el 1 de enero, 1 de mayo y durante el Gran Premio de Pau.

## Historia
La idea de un funicular en Pau se remonta a 1874, cuando se planea un ascensor, siendo esta idea rápidamente dejada de lado. En 1900 el ingeniero Hérard propone una "rampa móvil", idea también muerta antes de nacer.
En 1904, Jean Bonnamy, empresario de trabajos públicos en Burdeos, propone un funicular cuyo potencial mínimo estaba estimado en 500.000 viajeros por año. Pero los "ecologistas" de la época consiguen paralizar el proyecto.
Pero Herni Faisans no para aquí y consigue el visto bueno del consejo municipal, firmando la convención con Bonnamy el 12 de julio de 1905. Aunque la oposición al proyecto continúa, el funicular entra en servicio el sábado 15 de febrero de 1908, a las 7 de la mañana. 
Los pasajeros pagaban 10 céntimos de franco y se aceptaban las bicicletas. La frecuencia de paso era de 2 minutos. La salida del funicular era anunciada por una sirena, todavía recordada por los más mayores de Pau.
En 1961, los convoyes construidos con madera fueron sustituidos por nuevos realizados con metal.
El funicular es cerrado el 2 de enero de 1970, a causa de déficit crónico e inseguridad, ya que la explotación del funicular era caótica. Fue renovado y reabierto ocho años después, el 16 de febrero de 1978, siendo gratuito desde entonces.
El funicular se encuentra cerrado durante el verano de 2010 para realizar trabajos de renovación:
- Cambio del motor y de la instalación eléctrica, que datan de 1978.
- Renovación de los convoyes (nuevos colores) y cambio del interior de estos.
- Renovación del viaducto.
- Adecuación para hacerla accesible a personas de movilidad reducida.
- Semiautomatización del funicular.

Estos trabajos, financiados enteramente por la ciudad de Pau, costarán 1.085.430 euros.
El servicio seguirá en activo con el uso de dos convoyes eléctricos que circulan desde las 6:45 a las 19:00.

## Fotos

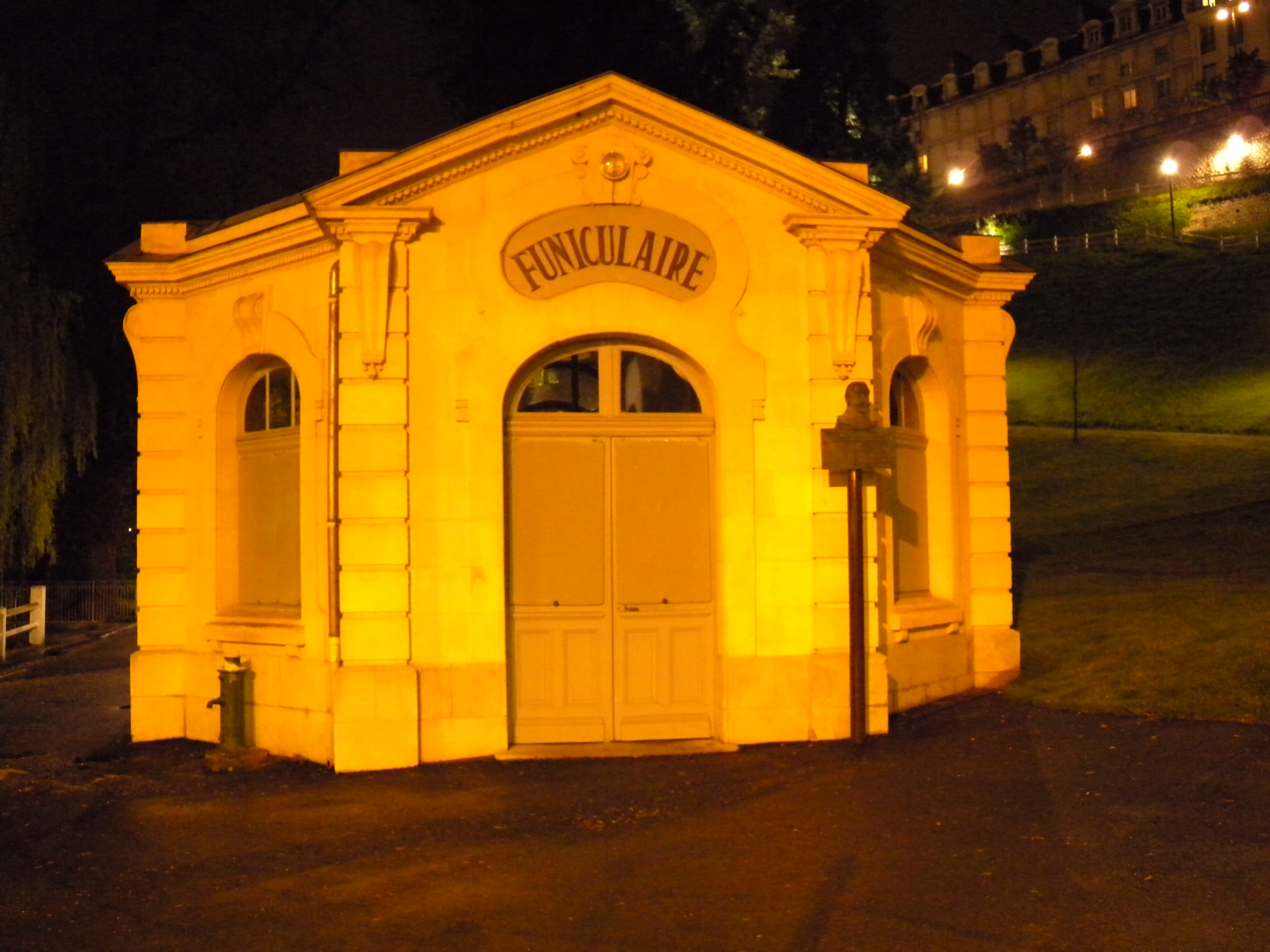
Recepción del funicular
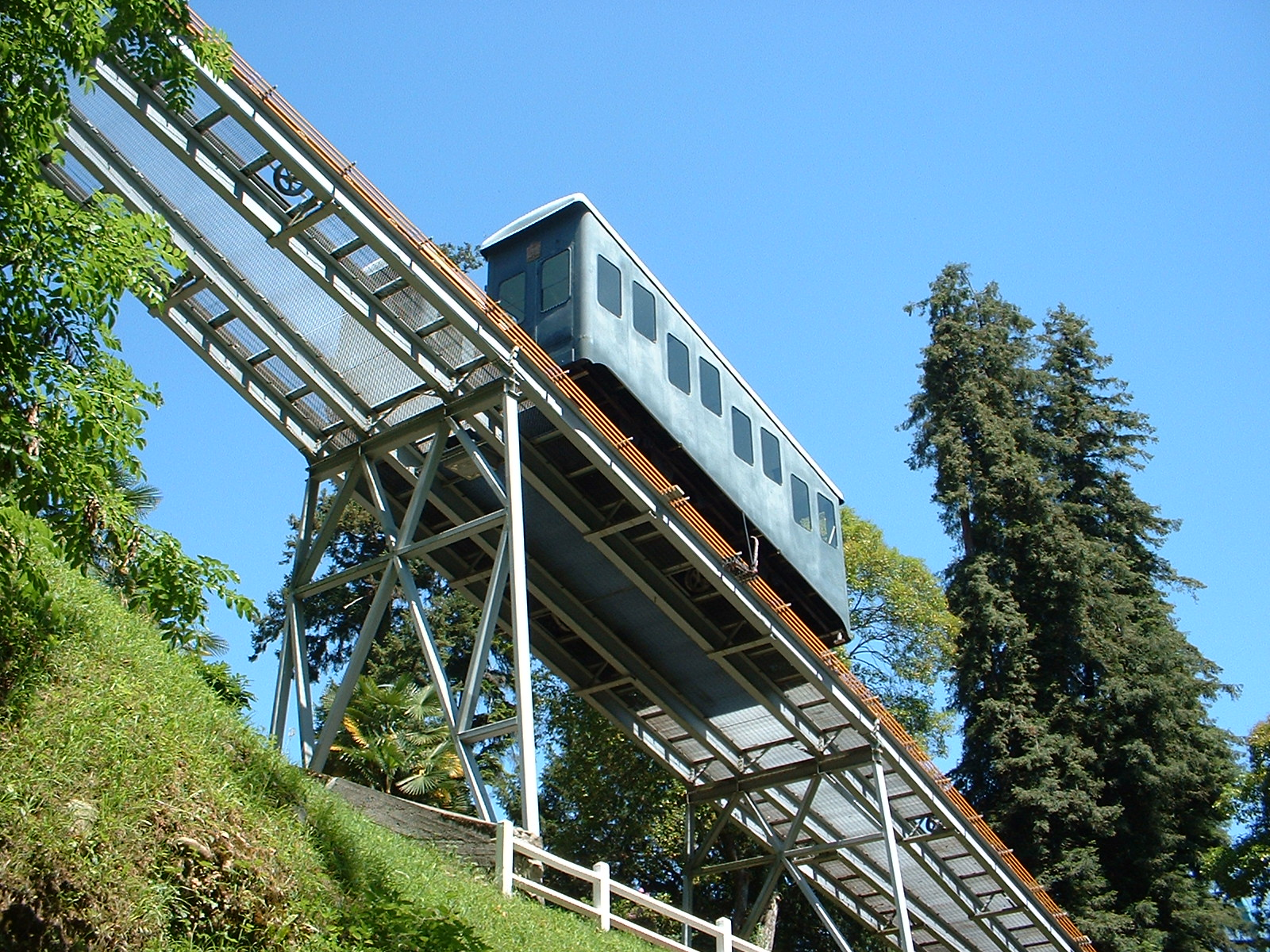
Vista desde abajo.
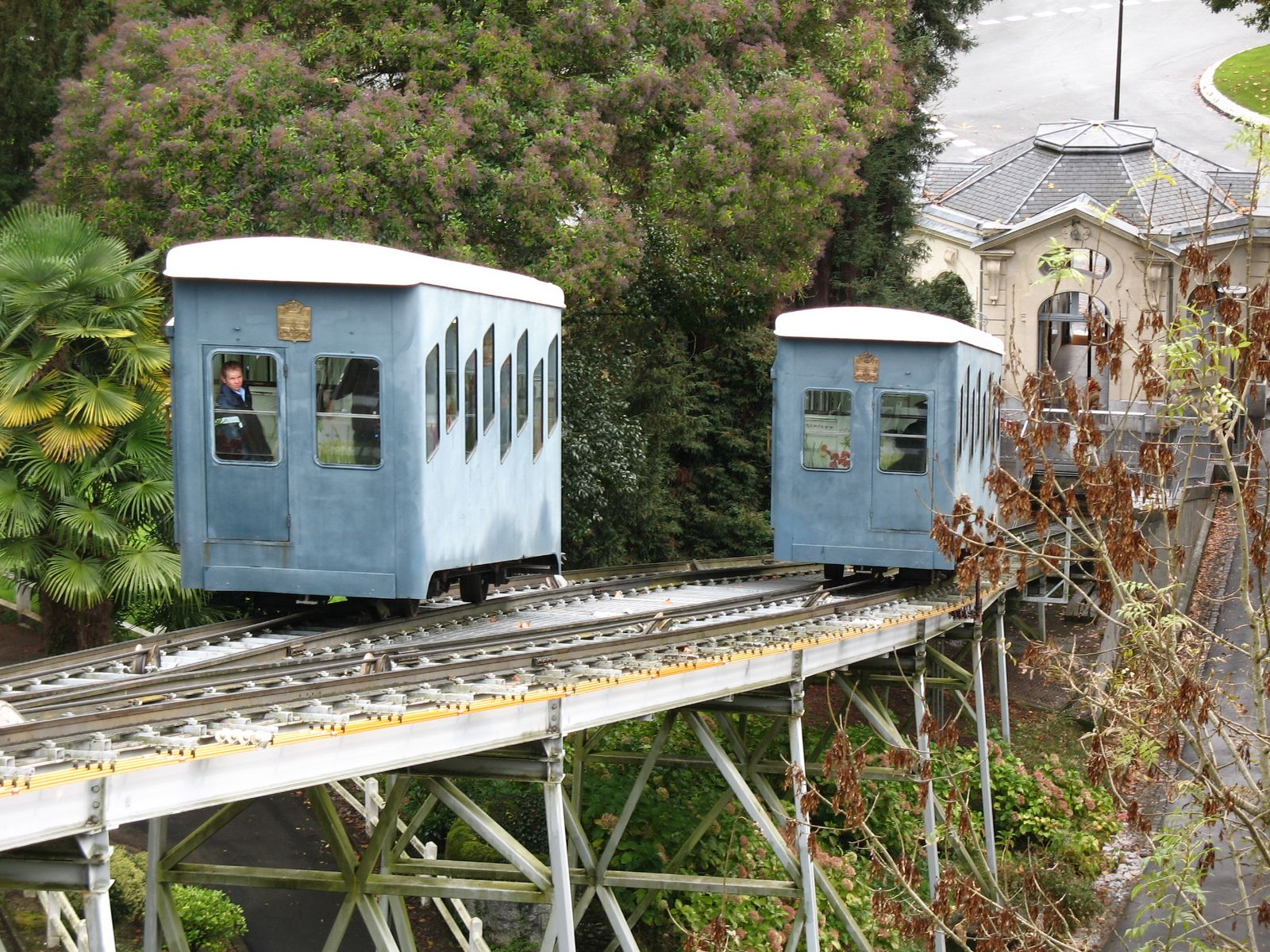
Vista desde el Boulevard des Pyrénées
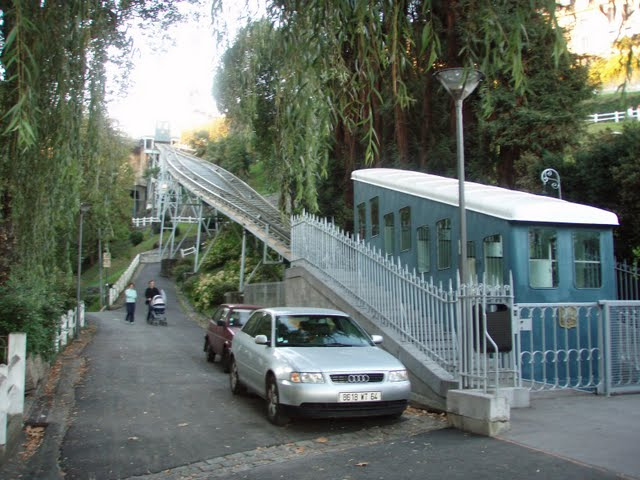
Vista desde la estación de tren